# Santo André (Estremoz)
Santo André (IPA: [sɐ̃twɐ̃ˈdɾɛ]) is een plaats (freguesia) in de Portugese gemeente Estremoz en telt 2978 inwoners (2001).